# 南开大学经济学院
南开大学经济学院，成立于1931年，其历史可以追溯至1923年成立的南开大学经济学科。1958年，南开大学经济管理类学科被抽调组建河北财经学院（今天津财经大学）。改革开放后，南开大学经济学院恢复重建。该学院是中国经济学年会理事单位之一。
1979年12月，由南开大学经济系的谷书堂教授主编的《政治经济学（社会主义部分）》正式出版，成为中国大陆北方各高校通用的经济学教科书，被称为“北方本”，该书突破了苏联教科书的框架、吸取当时理论界的最新研究成果并历经多次修订，在中国经济学科教育领域具有较高影响力。

## 历史沿革
1931年，南开大学经济学院成立。
1932年，南开大学经济学院董事有刘鸿生、张公权、陶孟和、胡适、吴达铨、周寄梅、张景春、颜惠庆、穆藕初、张伯苓、范旭东、金叔初、周作民、任叔永、丁文江。

## 组织架构

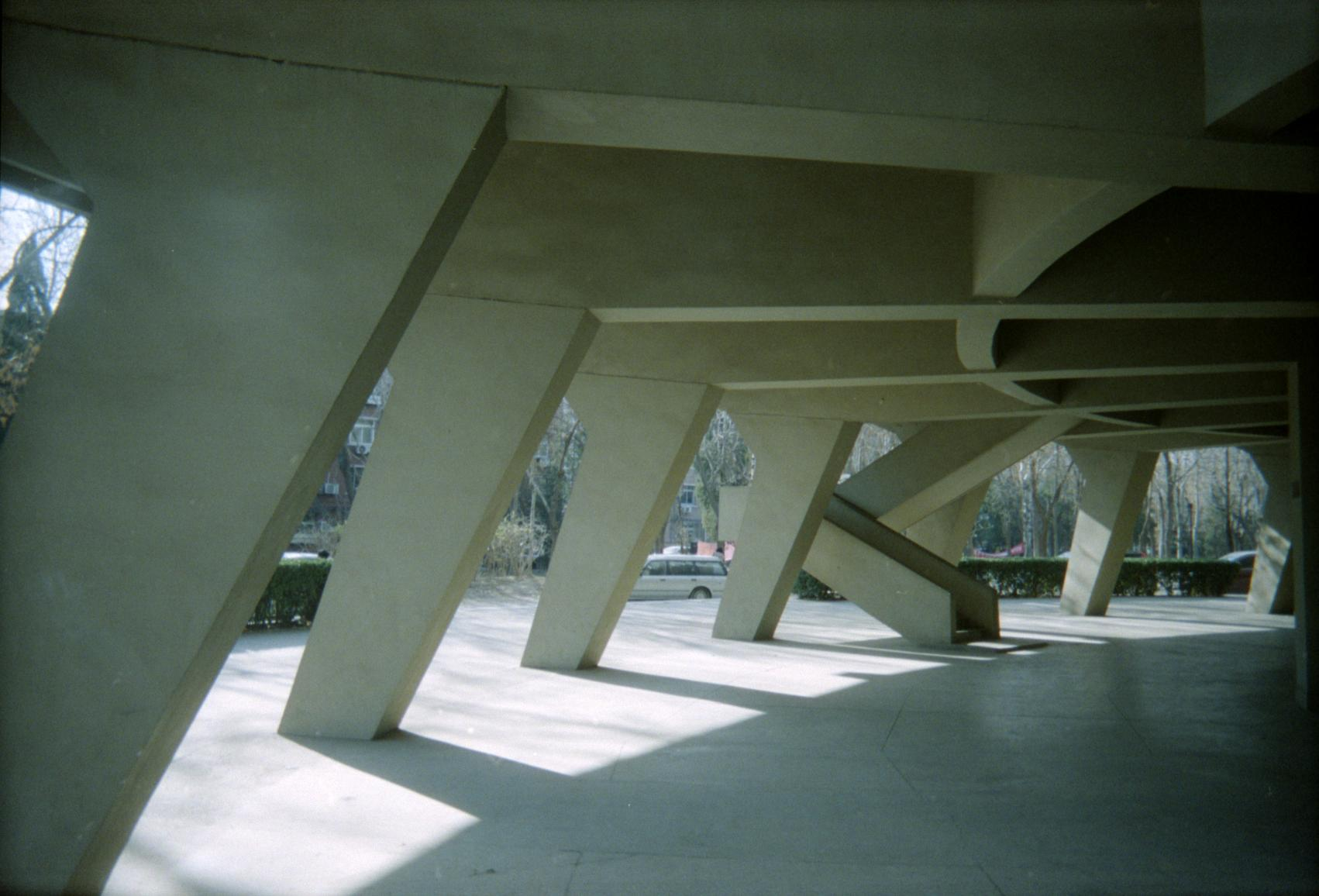
南开大学经济学院圆楼

- 科系
  - 经济学系
  - 国际经济贸易系
  - 财政学系
  - 国际商务系
- 研究所
  - 经济研究所
  - 国际经济研究所
  - 城市与区域经济研究所
  - 人口与发展研究所
  - 数量经济研究所
  - 台湾经济研究所
  - 财金研究所

- 研究中心

跨国公司研究中心
- - 政治经济学研究中心
  - 两岸关系研究基地